# Tellururo di manganese (II)
Il tellururo di manganese (II), o semplicemente tellururo di manganese, è un composto chimico inorganico del manganese del gruppo del tellururo.

## Sintesi
Il tellururo di manganese (II) può essere ottenuto facendo reagire quantità stechiometriche di manganese con tellurio a circa 700 °C. Le tracce risultanti di ditellururo di manganese devono quindi essere rimosse.
{\displaystyle {\ce {Mn\,+Te\to MnTe}}}

## Proprietà
Il tellururo di manganese (II) è un solido grigio scuro praticamente insolubile in acqua. È un semiconduttore e ha una struttura cristallina esagonale del tipo all'arseniuro di nichel a temperatura ambiente con il gruppo spaziale P63/mmc (gruppo spaziale n. 194). A temperature comprese tra 35 e 55 °C (a seconda della sorgente), avviene una transizione da antiferromagnetica a paramagnetica. A 955 °C (esagonale del tipo wurtzite), 1020 °C (struttura cubica della sfalerite) e 1055 °C (struttura cubica del cloruro di sodio), avvengono le transizioni di fase verso altre strutture cristalline. Altre due strutture cristalline si formano ad alte pressioni di 10 e 24 GPa.

## Utilizzo
Il tellururo di manganese (II) è utilizzato nella ricerca. Si trova anche come componente di alcuni tipi di acciaio.

## Altri composti
Oltre al tellururo di manganese (II), è noto almeno un altro tellururo di manganese, il ditellururo di manganese (MnTe2).